# Ophion epallidus
Ophion epallidus är en stekelart som beskrevs av Walkley 1958. Ophion epallidus ingår i släktet Ophion och familjen brokparasitsteklar. Inga underarter finns listade i Catalogue of Life.